# Großer Plöner See
Großer Plöner See är en insjö i förbundslandet (svenska för Bundesland) Schleswig-Holstein i Tyskland. Sjön ligger i distriktet Plön.
Sjön har en yta av 30 km² vilket gör den till Schleswig-Holsteins största sjö och Tysklands tionde största. Staden som givit namn åt sjön är staden Plön som ligger vid sjöns norra strand. Sjön ligger i genomsnitt 21 meter över havsnivån och maximidjupet är 58 meter. Såsom namnet antyder, finns det en Kleiner Plöner See (tyska för Lilla Plönsjön) strax norr om denna sjö. Staden Plön är belägen mellan sjöarna.

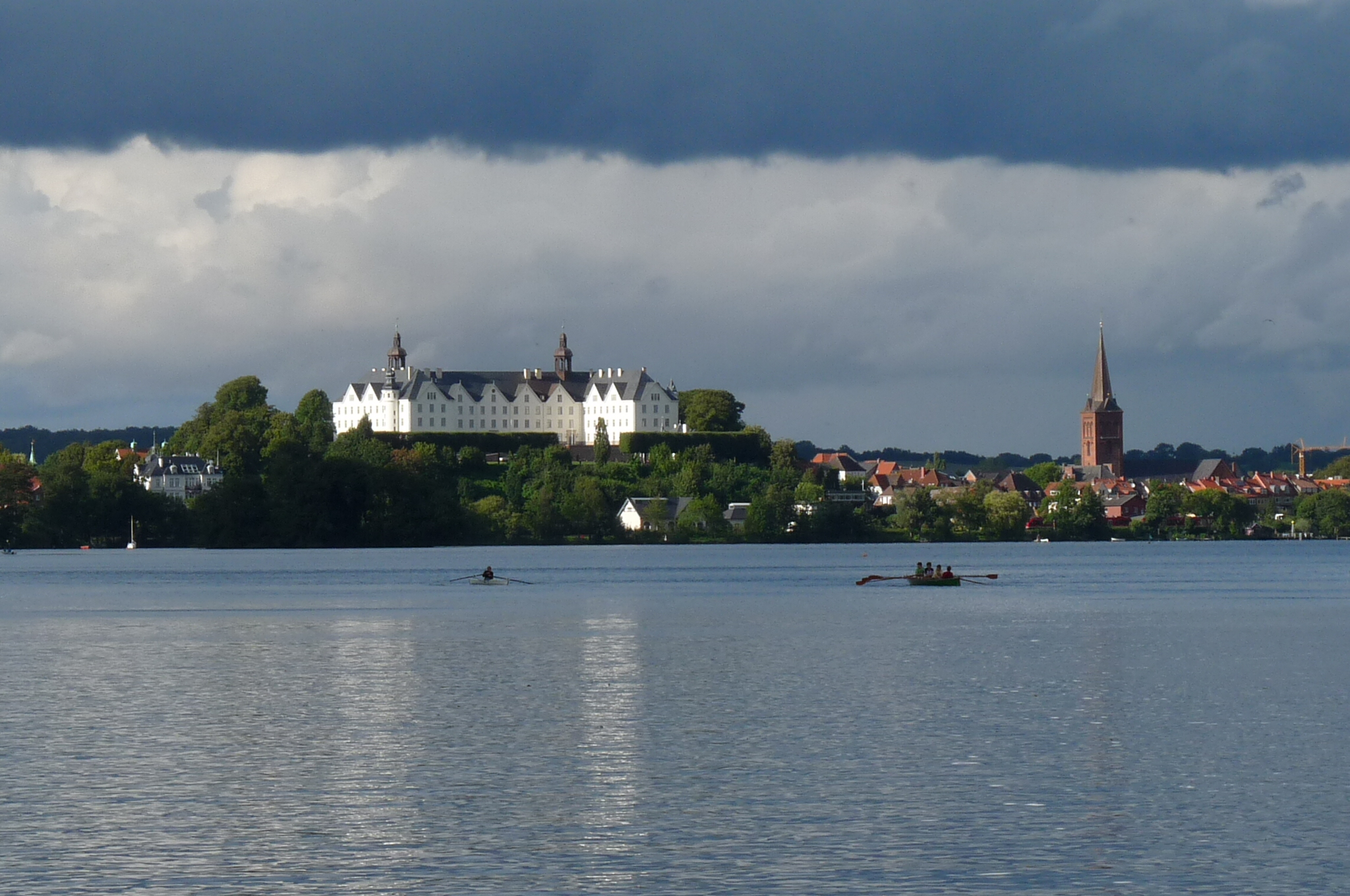
Großer Plöner See med Plöns slott och staden Plön, 2011.